# عبر الكون (رسالة)

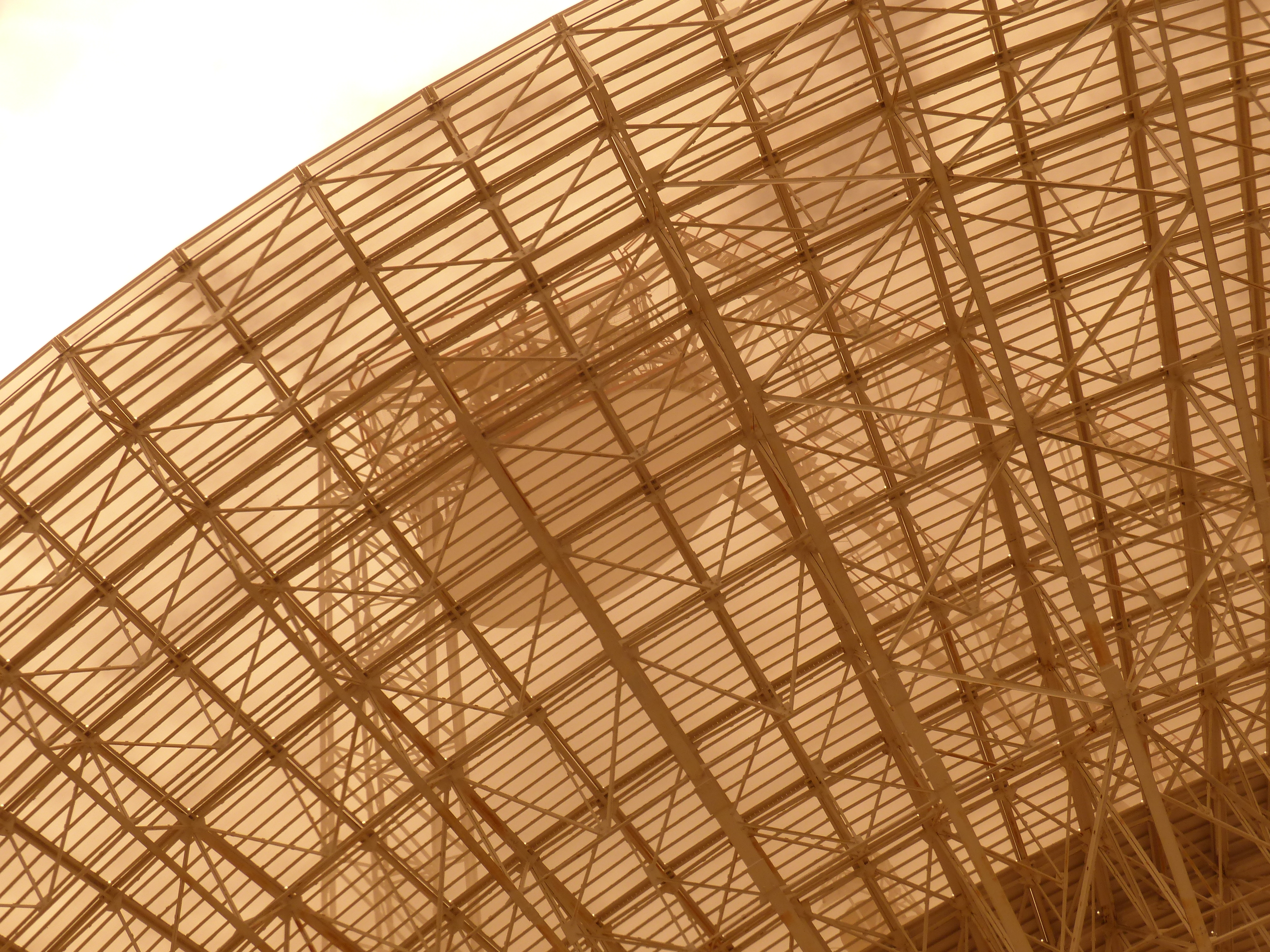

عبر الكون هي رسالة رادوية متكونة من أغنية «عبر الكون» للبيتلز بثت في 4 فبراير 2008، 00:00 ت ع م من قبل وكالة ناسا تجاه النجم بولاريس (نجم الشمال). بثت الرسالة عبر صحن قطره 70 متر في شبكة ناسا لمراقبة الفضاء العميق (DSN) بمجمع شبكة مدريد لرسائل الفضاء العميق (MDSCC)، بالقرب من روبليدو، مدريد، إسبانيا.
بثت الرسالة تزامنًا مع الاحتفال بالذكري ال40 لتسجيل الأغنية، الذكري ال45 لتأسيس DSN، والذكري ال50 لتأسيس ناسا. اقترح هذه الفكرة مؤرخ البيتلز مارتن لويس، والذي شجع جميع المجعبين بالفرقة علي سماع الأغنية وهي تبث إلي النجم. علم هذا الحدث المرة الثانية التي بثت فيها أغنية إلي الفضاء العميق (كانت الأولي أغنية روسية باسم «تين إيدج Teen Age» في 2001)، والتي وافق عليها بول مكارتني، يوكو أونو، وتسجيلات أبل.